# ゲイ・ダッド
ゲイ・ダッド（Gay Dad）は、イギリス・ロンドン出身のロックバンド。

## 概要
1999年デビュー。煌びやかなサイケ・グラムロック・サウンドを引っ提げて、当時低迷していた「UKロックシーンの救世主」と騒がれる一方で、確信犯的なバンド名もあってか「ゲイ・ダッドはリアルなのか? それともハイプなのか?」とイギリス中のプレスの間で論争を巻き起こした。結局、音楽以外のことで話題になりすぎたことが災いして、商業的には目立った成績を収めることができず、2002年に解散した。

## メンバー
ボーカル・ギター担当のクリフ・ジョーンズは、かつて『ローリング・ストーン』誌などの記事を執筆するジャーナリストとして活動しており、1996年にはピンク・フロイドの全曲解説本『Another Brick in the Wall: The Stories Behind Every Pink Floyd Song』を執筆している。またドラム担当のニコラス・バズ・クロウは出版社勤務、ベース担当のナイジェル・ホイルは元医大生、キーボード担当のジェームズ・リズボロはマルクス主義者の元建築家、ギター担当のチャーリー・ストーンは、UKバンドSaladのメンバーだった。

## 来歴
1994年結成。当初はメンバーの出入りが激しく、クリフはギタリストでボーカルは別の人物が担当していた。後に当時のボーカリストが脱退し、クリフがボーカリストも兼ねることになった。この頃から徐々にバンドとしての方向性が定まっていき、1996年秋頃に「トゥ・アース・ウィズ・ラヴ」を含む数曲のデモを録音。これが関係者の間で話題を呼び、レコード会社15社の争奪戦の末に1997年にロンドン・レコードと契約を果たす。1998年にはマンサンの全英ツアーのサポートアクトに抜擢され、徐々に注目を浴びていく。
バンドはデビュー前にして人気番組『トップ・オブ・ザ・ポップス』に出演したり、『NME』など数々の音楽誌の表紙を飾るなど、バンド周辺は異常なほどの盛り上がりを見せる。その甲斐あって1999年1月発表のデビュー・シングル「To Earth with Love」は、いきなり全英チャートのトップテン入りを記録。その確信犯的なバンド名や新人らしからぬ破格の勢いに、イギリス中のプレスが「ゲイ・ダッドはリアルなのか? それともハイプなのか?」という論争を繰り広げた。
同年5月発表のセカンド・シングルの「Joy!」はバンドの代表曲のひとつで、最高22位とまずまずの結果を残す。しかし6月発表のファースト・アルバム『レジャー・ノイズ』は、全英14位と悪くない成績ながら、チャートからはすぐに姿を消した。一方、アメリカでは、2万5千枚以上を売り上げるなど上々の売り上げを見せたが、当初はバンドを賞賛していたプレスも徐々に批判を強めていき、シングルカットされた「Oh Jim」は最高47位と期待外れの結果に終わった。
アメリカ・ツアーの後、セカンド・ギタリストのチャーリーがバンドを脱退。その代わりに元ライドで当時ハリケーン#1脱退直後のアンディ・ベルが一時参加し、正式にバンドに加入することになっていた。しかしそれを知ったオアシスのリアム・ギャラガーによる画策により、アンディはオアシスにベーシストとして加入してしまう。しかも、キーボード担当のジェームズまでも音楽性の違いのためにバンドを脱退。結局バンドは所属していたロンドン・レコードを離脱することになった。
残された3人のメンバーは新進のインディー・レーベル、B-Uniqueと契約し、ニュー・アルバムの制作を開始。2000年12月には、クリエイション・レコーズの創設者であるアラン・マッギー主宰のDJイベント『RADIO4』に出演し、3ピースバンドとして復帰を果たす。2001年3月に「Now Always and Forever」、6月に「Harder Faster」、9月に「Transmission」と3枚のシングルを立て続けに発表。
2001年9月に満を持して発表されたセカンド・アルバム『トランスミッション』は、クリフがスーパーグラスに影響を受けたと公言した通り、キャッチーさを増したポップなメロディと、プログラミングやサンプリングなど実験的なサウンドが融合した野心作だった。しかしシングル、アルバムともにヒットせず、バンドは追い込まれていく。アメリカでも、メジャーレーベルのキャピトル・レコードがバンド名を問題視したことから、翌年にインディーレーベルのThirsty Ear Recordingsからリリースされた。結局、最後までバンド名に泣かされたまま、2002年に『トランスミッション』がアメリカで発売される前日、突如解散を発表した。

## 解散後
- クリフ・ジョーンズは、ソロとしてカバー・アルバムを制作しているとも言われていたが、未発表に終わっている。またプロデューサーとしてエレクトリック・ソフト・パレードなどを手がける一方で、再び『タイムズ』誌などに記事を執筆する音楽ライターとしても活動している。
- ナイジェル・ホイルは、2005年に元ロングピッグスのクリスピン・ハントらと新バンドGramercyを結成し、シングル「Hold On」をレコーディングしてPVまで作られたが、デビュー前にして解散。2009年にNigel of Bermondseyとしてソロ・デビューしている。

## バンド名について
「ゲイの父親」とも「陽気な父親」ともとれるバンド名について、クリフは「このバンド名は単に『ゲイな父親』を表してるわけじゃないんだ。この名前は、あらゆる偏狭な考え、あらゆる偏見を塵芥に帰する。偏見なんて馬鹿馬鹿しいものだと、あざ笑うためなんだよ。『ゲイ・ダッド』は、一歩先を行くということ身をもって表してる、先進性の化身なのさ」と表現している。

## ディスコグラフィ

### アルバム
- 『レジャー・ノイズ』 - Leisure Noise (1999年) ※全英 14位
- 『トランスミッション』 - Transmission (2001年)[1]

### シングル
- "To Earth with Love" (1999年) ※全英 10位
- "Joy!" (1999年) ※全英 22位
- "Oh Jim" (1999年) ※全英 47位
- "Now Always and Forever" (2001年) ※全英 41位
- "Harder Faster" (2001年)
- "Transmission" (2001年) ※全英 58位[1]